# مؤسسة الحكمة للثقافة الإسلامية
مؤسسة الحكمة للثقافة الإسلامية مؤسسة ثقافية اجتماعية إسلامية تأسست سنة 1998 م في العراق-النجف من قبل المرجع الشيعي السيد محمد سعيد الحكيم تتكون المؤسسة من عدة أقسام منها: قناة المنهاج الفضائية ,قسم النشر والإعلام ,قسم البرمجة والإنترنت, قسم العلاقات العامة